# Риккарди, Пьетро
Пьетро Риккарди (итал. Pietro Riccardi; 4 мая 1828, Модена — 30 сентября 1898, Модена) — итальянский математик.
В 1848 году получил учёную степень по математике в Болонском университете, в 1851 году там же получил степень по инженерным наукам. С этого же года занимался практическими работами в званиях инженера, архитектора и гидравлика. С 1859 года был профессором геодезии в Моденском университете, с 1873 года — профессором практической геометрии в Моденском техническом институте, а с 1877 года в Университете и в Инженерной школе в Болонье. В 1888 году вышел в отставку.
Главными предметами его научных работ были история и библиография математических наук:
- «Итальянская математическая библиотека от начала книгопечатания до первых лет XIX века» (итал. Biblioteca matematica italiana dalla origine della stampa ai primi anni del secolo XIX; Модена, 1870—1880, 2-е издание — Турин, 1894) с прибавлением (там же, 1891);
- «Cenni sulla storia della Geodesia in Italia dalle prime epoche fin’oltre alla metà del secolo XIX» (Болонья, 1879—1884).